# 新谷雅弘
新谷 雅弘（しんたに まさひろ、1943年 - ）は、日本のエディトリアルデザイナー、アートディレクター。

## 来歴
大阪市立工芸高校、多摩美術大学グラフィックデザイン科卒業。多摩美術大学入学直後に装幀家の菊地信義と出会い、共同制作を繰り返したのち、たどり着いたのが本のデザインだった。卒業後は恩師の福田繁雄の紹介で、アド・センターに入社。グラフィックデザイナーで絵本作家の堀内誠一の助手となる。1970年、堀内誠一とともに雑誌「an・an」（平凡出版・現マガジンハウス）の創刊に参加し、170号まで携わる。1975年、「Made in U.S.A.1-2」（読売新聞社）、「POPEYE」（マガジンハウス）を1976年の創刊から80号まで手がける。「BRUTUS」（1980年〜）、「Olive」（1982年〜）でもそれぞれ創刊からアートディレクターを務め、マガジンハウスの雑誌の典型的なスタイルを生み出した。また、堀内の没後出版となった「堀内誠一の空とぶ絨毯」「パリからの旅（改訂版）」では装幀・デザインを担当。
ほかにデザインを手がけた雑誌に「鳩よ!」「Hanako」「GINZA」「MUTTS」（以上マガジンハウス）、「たくさんのふしぎ」（福音館書店）「マミイ」（小学館）など。
1979年、ユニット「パレットクラブ」発足。メンバーは、イラストレーターのペーター佐藤、原田治、安西水丸、新谷雅弘の4人。多摩美術大学では非常勤講師も務めた。

## 著書
- 『Mac世代におくるレイアウト術  デザインにルールなんてない』（青幻舎 2013年）